# たったひとりの君へ…
『たったひとりの君ヘ…』（たったひとりのきみへ…）は、2011年4月20日にユニバーサルミュージック内のレーベル・ユニバーサル ストラテジック マーケティング ジャパンより発売された、稲垣潤一21枚目のオリジナル・アルバム。規格品番：UICZ-4243（DVD付初回限定盤：UICZ-9045）。

## 解説
オリジナル・アルバムは、8年半ぶり。
ユニバーサルミュージック移籍第一弾の本作に収録のシングル曲は、2007年「大人の夏景色」2008年「サヨナラからのメッセージ」そして先行シングルである辛島美登里とのデュエット曲「思い出す度 愛おしくなる」。
ボーナス・トラック3曲とDVD付初回限定盤と通常盤の2形態で発売。
当初、2011年4月13日にリリース予定が、東日本大震災の影響により4月20日に変更された。

## 収録曲
- 初回限定盤のみ、10曲目～12曲目のBonus Track3曲収録。

1. 思い出す度 愛おしくなる （稲垣潤一＆辛島美登里） 
作詞：秋元康、作曲：三井誠、編曲：鳥山雄司
2. 愛を急がない
作詞：秋元康、作曲：松本俊明、編曲：大坪稔明
3. 大人の夏景色
作詞：山田奈奈・jam、作曲：三井誠、編曲：CHOKKAKU
4. プラスマイナス～ZERO～の法則
作詞：稲垣潤一、作曲：山崎燿、編曲：佐藤準
5. たったひとりの君へ…
作詞：稲垣潤一、作曲・編曲：本間昭光
シングル「サヨナラからのメッセージ」のカップリング曲。
6. Forever Christmas
作詞：紫夢、作曲：稲垣潤一、編曲：佐藤準
7. その手を伸ばして
作詞：渡辺なつみ、作曲：松本俊明、編曲：佐藤準
8. サヨナラからのメッセージ
作詞：白鳥マイカ、作曲・編曲：本間昭光
9. ヒトリゴト
作詞：山田ひろし、作曲：谷本新、編曲：坂本昌之
シングル「大人の夏景色」のカップリング曲。
10. こんなにも愛してた（Bonus Track）初回限定盤のみ 
作詞・作曲：古内東子、編曲：坂本昌之
シングル「大人の夏景色」のカップリング曲。
11. 黄昏のビギン（Bonus Track）初回限定盤のみ
作詞：永六輔、作曲：中村八大、編曲：島健
ちあきなおみのカバー。
12. 元気を出して（Bonus Track）初回限定盤のみ
作詞・作曲：竹内まりや、編曲：大坪稔明
竹内まりやのカバー。

## 初回限定盤付属DVD
1. 「大人の夏景色」Music Video
2. 「サヨナラからのメッセージ」Music Video
3. 「思い出す度 愛おしくなる」Music Video